# Сахнов, Гавриил Захарович
Гавриил Захарович Сахнов (1909—?) — бригадир полеводческой бригады, Герой Социалистического Труда.
Родился в многодетной крестьянской семье.
В 1930 году вступил в колхоз «12 лет Октября».
Участник Великой Отечественной войны, участвовал в боях на Курской дуге, в освобождении Киева, был дважды ранен.
В начале 1945 года был демобилизован, вернувшись в родной колхоз, назначен бригадиром полеводческой бригады.
По итогам работы в 1947 году бригадой Г. З. Сахнова был собран рекордный урожай пшеницы (30,5 центнера с гектара на площади 20 гектаров).
Указом Президиума Верховного Совета СССР от 7 января 1948 года за получение высоких урожаев пшеницы и ржи в 1947 году бригадир Сахнов Гавриил Захарович удостоен звания Героя Социалистического Труда с вручением ордена Ленина и золотой медали «Серп и Молот».